# Schlammpeitziger

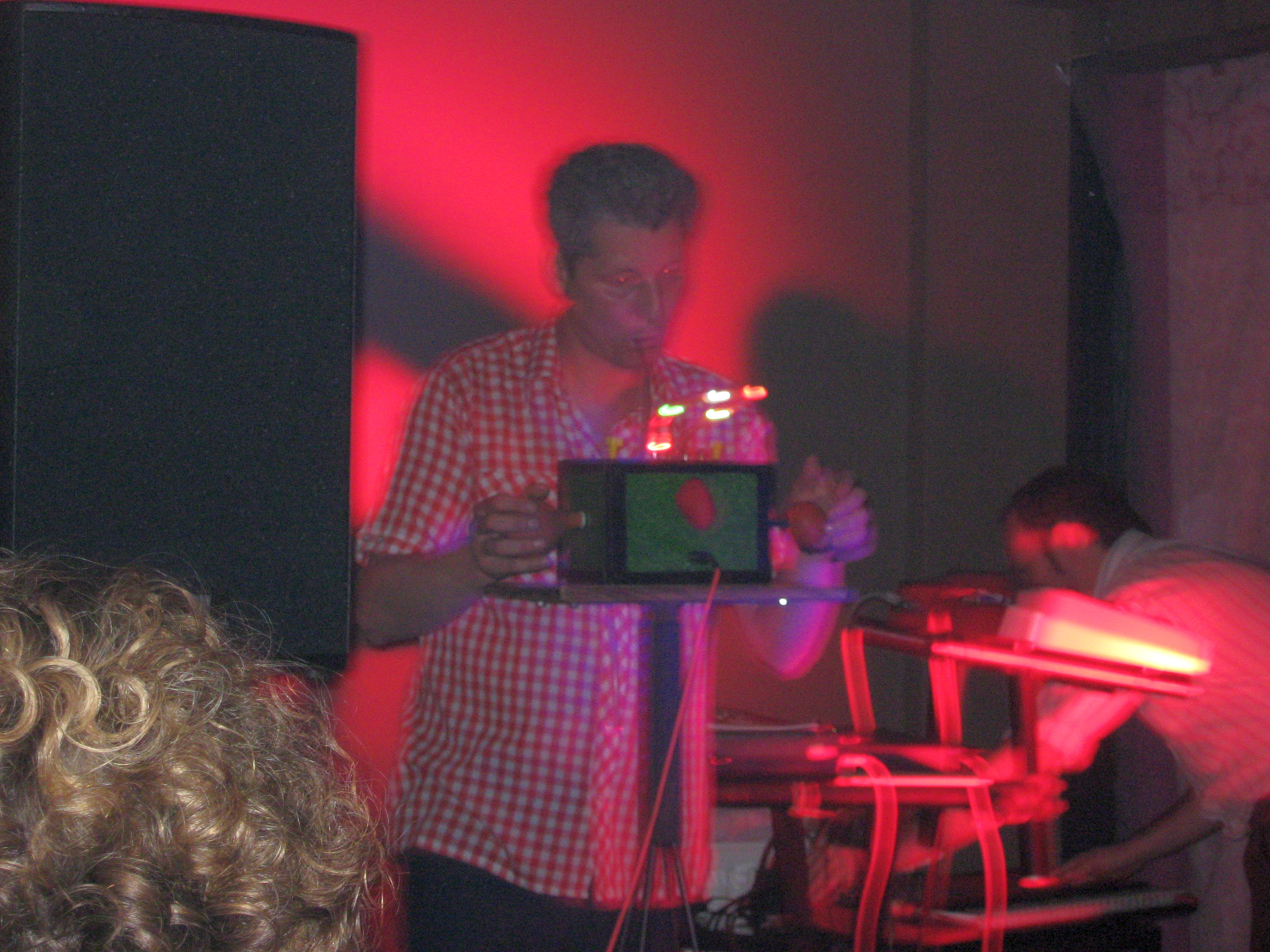
Zimmermann bei einem Auftritt des Projekts Holosud in Köln (2009)

Schlammpeitziger ist das Pseudonym des deutschen Musikers Jo Zimmermann (* 1964). Seine rein instrumentalen Musikstücke sind mit einfachen Mitteln produziert (Low Fidelity) und basieren meist auf Klängen alter Casio-Synthesizer. Unter Fans ist das Projekt auch für die oft auf Wortspielen basierenden Alben- und Track-Titel wie Freundlichbaracudamelodieliedgut, Spacerokkmountainrutschquartier oder Augenwischwaldmoppgeflöte bekannt.
Der Name referiert den amphibischen Grundfisch Schlammpeitzger.

## Leben
Zimmermann begann Mitte der 1980er Jahre mit Synthesizern zu experimentieren. Sein erstes Gerät war Casio CZ230-S, dessen Klang kennzeichnend für den typischen Schlammpeitziger-Sound wurde. Im Jahr 1989 lernte Zimmermann den Musiker Jörg Follert (Wechsel Garland) kennen. Gemeinsam mit Follert und zwei weiteren Musikern gründete man die Band Hal’s Dream, die sich jedoch nach wenigen Auftritten wieder auflöste.
Zimmermann produzierte fortan allein und erschuf 1992 die Kunstfigur Schlammpeitziger. Das Pseudonym wählte er in Anlehnung an den Grundfisch Schlammpeitzger. Im Jahr 1993 erschien sein Debütalbum Erdrauchharnschleck auf dem Kölner Label Entenpfuhl als auf 100 Stück limitierte Compact Cassette. Das Album wurde 1998 von Jan St. Werner und Andi Toma (Mouse on Mars) noch einmal remastered und erschien 1999 erneut als Schallplatte auf Entenpfuhl, wobei aufgrund der kürzeren Laufzeit vier Stücke entfernt wurden.
1994 folgte auf dem vom Jan St. Werner und Felix Höfler (F.X. Randomiz) betriebenen Label gefriem das Split-Album Let The Star Shine In / Burgfensterrhythmuskuckloch gemeinsam mit Vinicio Brunori (Master’s Cosmic Music).
Ab dem Jahr 1996 erschienen Schlammpeitzigers Alben auf dem Kölner Label A-Musik. In der zweiten Hälfte der 1990er schloss sich Zimmermann mit F.X. Randomiz für das Projekt Holosud zusammen. Auf A-Musik erschienen das Album Fijnewas Afpompen (1998) sowie die selbstbetitelte EP Holosud (1997). Das Duo steuerte 2004 die Musik für Stefan Weigls Hörspiel Stripped. Ein Leben in Kontoauszügen, das mit dem Hörspielpreis der Kriegsblinden ausgezeichnet wurde. Für Weigls 2009 veröffentlichtes Hörspiel Moment mal, das wird Sie interessieren steuerte Holosud wiederum die Musik bei. Das Hörspiel wurde bei den ARD Hörspieltagen mit dem ARD-Online-Award und dem Deutschen Hörspielpreis der ARD ausgezeichnet.
Schlammpeitzigers inoffizielles Best-of-Album Collected Simplesongs of My Temporary Past erschien 2001 bei den international renommierten Labels Domino Recording Company (UK), Thrill Jockey (USA) und Tokuma (Japan).
Seit dem Jahr 1996 arbeitete Zimmermann mit der Video-Künstlerin Ulrike Göken zusammen. Seit dem Jahr 2003 unterstützte sie Live-Auftritte von Schlammpeitziger. Die aus der Zusammenarbeit resultierenden Videoshows erschienen 2010 als DVD Exotic Visuals and Tropical Videoworks auf dem Label Raum für Projektion.
Im Jahr 2008 erschien mit Schwingstelle für Rauschabzug erstmals ein Schlammpeitziger-Album auf Frank Dommerts Label Sonig. 2011 folgte auf dem gleichen Label das Album Vorausschauende Bebauung. 2014 veröffentlichte Schlammpeitziger sein Album What's Fruit und damit erstmals ein Album auf dem Hamburger Label Pingipung. Auch seine 2018 und 2020 veröffentlichte Alben Damenbartblick auf Pregnant Hill und Ein Weltleck in der Echokammer wurden auf einem Hamburger Independentlabel veröffentlicht, diesmal Bureau B, dem Schwester-/Sublabel von Tapete Records.

## Diskographie

### Alben
- 1993: Schlammpeitziger – Erdrauchharnschleck (Entenpfuhl)
- 1994: Master’s Cosmic Music / Schlammpeitziger – Let The Star Shine In / Burgfensterrhythmuskuckloch (Gefriem)
- 1996: Schlammpeitziger – Freundlichbaracudamelodieliedgut (A-Musik)
- 1997: Schlammpeitziger – Spacerokkmountainrutschquartier (A-Musik)
- 2000: Schlammpeitziger – Augenwischwaldmoppgeflöte (A-Musik)
- 2001: Schlammpeitziger – Collected Simplesongs of My Temporary Past (Domino Recording Company Ltd.)
- 2003: Schlammpeitziger – Everything Without All Inclusive (A-Musik)
- 2008: Schlammpeitziger – Schwingstelle für Rauschabzug (Sonig)
- 2011: Schlammpeitziger – Vorausschauende Bebauung (Sonig)
- 2014: Schlammpeitziger – What's Fruit? (Pingipung)
- 2018: Schlammpeitziger – Damenbartblick auf Pregnant Hill (Bureau B)
- 2020: Schlammpeitziger – Ein Weltleck in der Echokammer (Bureau B)[4]
- 2024: Schlammpeitziger – Meine Unterkunft ist die Unvernunft (Unvernunft)

### Singles und EPs
- 1996: Schlammpeitziger – Freundlichbaracudaremix (A-Musik)
- 1999: Schlammpeitziger – Restwasserstreitgebettel (A-Musik)
- 2004: Schlammpeitziger – Everything Without All Inclusive (Remixed) (Sonig)
- 2014: Schlammpeitziger – Whats Fruit Remixes (Pingipung)
- 2014: Schlammpeitziger – Meine Unterkunft ist die Unvernunft (Remixed) (Kompakt)

### Remixe
- 1999: Vincent Wilkie – ??? (Dann Brummts Mix)
- 1999: Egoexpress – Telefunken (Schlammpeitziger Mix)
- 1999: Barbara Morgenstern – Das Wort (Schlammpeitziger Remix)
- 1999: Die Welttraumforscher – Die Liebe Liebt Dich Selbst (Schlammpeitziger Remix)
- 1999: The Modernist – Wild Horse Annie Im Paragleiterfluchflug
- 2000: Charles Wilp – Pink Carpet (Pinkcarpetwellblech)
- 2001: Depeche Mode – Freelove (Schlammpeitziger „Little Rocking Suction Pump“ Version)
- 2001: Klangwart – Köln-Olpe (Spanish Tupperpott Version)
- 2014: Andreas Dorau – Ausruhn (Schlammpeitziger Remix)